# 東山代村
東山代村（ひがしやましろむら）は、佐賀県西松浦郡にあった村。現在の伊万里市の一部にあたる。

## 地理
- 海洋：伊万里湾[3]
- 河川：里川[3]、志佐川[4]
- 山岳：烏帽子岳[5]、西岳山地[6]

## 歴史
- 1889年（明治22年）4月1日、町村制の施行により、西松浦郡里村、東大久保村、浦川内村、大久保村、脇野村、天神村、長浜村、日尾村、滝川内村、川内野村が合併して村制施行し、東山代村が発足[1][2]。旧村名を継承した里、東大久保、浦川内、大久保、脇野、天神、長浜、日尾、滝川内、川内野の10大字を編成[2]。
- 1911年（明治44年）大字長浜では300年の歴史があった塩田が廃止された[7]。
- 1954年（昭和29年）4月1日、西松浦郡伊万里町、黒川村、波多津村、南波多村、大川村、松浦村、二里村、山代町と合併し、市制施行し伊万里市を新設して廃止された[1][2]。合併後、伊万里市大字里・東大久保・浦川内・大久保・脇野・天神・長浜・日尾・滝川内・川内野となる[2]。

## 産業
- 農業、鉱業、商業、漁業[2]

### 炭鉱
- 伊万里炭鉱（1918年開坑）[8]
- 大久保炭鉱（1919年開坑）[8]

## 交通

### 鉄道
- 1930年（昭和5年）鉄道省伊万里線（現松浦鉄道西九州線）伊万里 - 楠久間開通し東山代駅開設[7]。